# Hebius monticola
Hebius monticola är en ormart som beskrevs av Jerdon 1853. Hebius monticola ingår i släktet Hebius och familjen snokar. Inga underarter finns listade i Catalogue of Life.
Arten förekommer i sydvästra Indien i bergstrakten Västra Ghats. Den lever i regioner som ligger 500 till 1300 meter över havet. Hebius monticola vistas i städsegröna eller delvis lövfällande skogar som vanligen är ursprungliga. Individerna är dagaktiva och de krälar främst på marken. Arten hittas ofta nära vattenansamlingar där den jagar grodor och små paddor. Honor lägger ägg.
Skogarnas omvandling till odlingsmark och samhällen är ett hot mot beståndet. I flera regioner finns de ursprungliga skogarna kvar. IUCN listar arten som livskraftig (LC).

## Bildgalleri

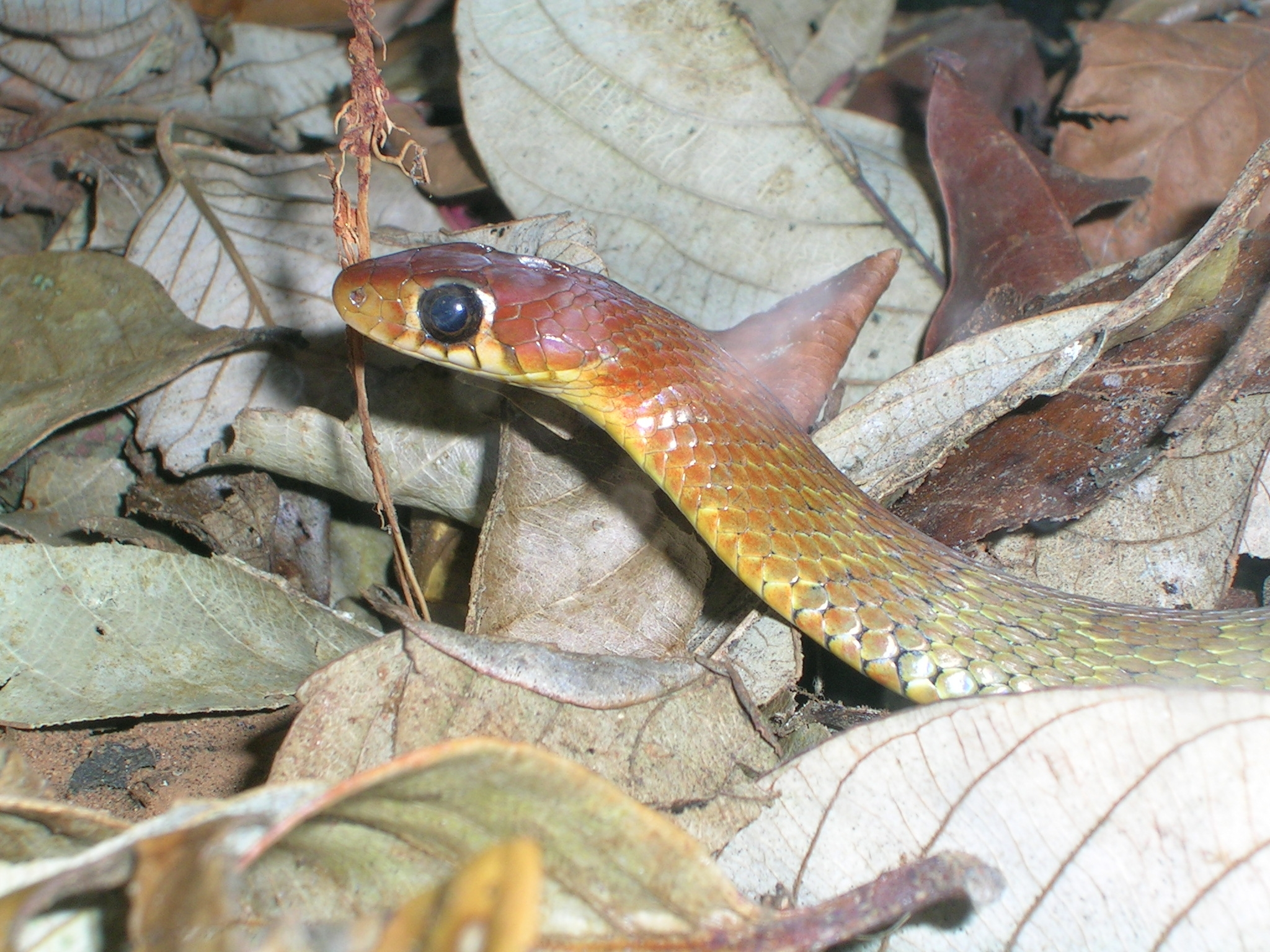